# Stefania (zoologia)
Stefania Rivero, 1968 è un genere di anfibi della famiglia Hemiphractidae.

## Distribuzione e habitat
La specie è presente sugli altopiani del Massiccio della Guiana in Venezuela, Guyana e Brasile.

## Tassonomia
Il genere include le seguenti specie:
- Stefania ackawaio MacCulloch and Lathrop, 2002
- Stefania ayangannae MacCulloch and Lathrop, 2002
- Stefania breweri Barrio-Amorós and Fuentes-Ramos, 2003
- Stefania coxi MacCulloch and Lathrop, 2002
- Stefania evansi (Boulenger, 1904)
- Stefania ginesi Rivero, 1968
- Stefania goini Rivero, 1968
- Stefania marahuaquensis (Rivero, 1961)
- Stefania neblinae Carvalho, MacCulloch, Bonora, and Vogt, 2010
- Stefania oculosa Señaris, Ayarzagüena, and Gorzula, 1997
- Stefania percristata Señaris, Ayarzagüena, and Gorzula, 1997
- Stefania riae Duellman and Hoogmoed, 1984
- Stefania riveroi Señaris, Ayarzagüena, and Gorzula, 1997
- Stefania roraimae Duellman and Hoogmoed, 1984
- Stefania satelles Señaris, Ayarzagüena, and Gorzula, 1997
- Stefania scalae Rivero, 1970
- Stefania schuberti Señaris, Ayarzagüena, and Gorzula, 1997
- Stefania tamacuarina Myers and Donnelly, 1997
- Stefania woodleyi Rivero, 1968